# 尼古拉·热斯坦
尼古拉·热斯坦（法語：Nicolas Gestin，2000年3月30日—），法国男子皮划艇运动员，2021年世界皮划艇激流锦标赛男子单人划艇团体金牌得主、2023年世界皮划艇激流锦标赛男子单人划艇团体金牌得主和银牌得主、2024年夏季奥林匹克运动会男子单人划艇激流回旋金牌得主。